# Gölsebo sjö
Gölsebo sjö är en sjö i Värnamo kommun i Småland och ingår i Lagans huvudavrinningsområde. Sjön har en area på 0,0337 kvadratkilometer och ligger 195,7 meter över havet.

## Delavrinningsområde
Gölsebo sjö ingår i det delavrinningsområde (633483-140817) som SMHI kallar för Mynnar i Lången. Avrinningsområdets medelhöjd är 199 meter över havet och ytan är 17,14 kvadratkilometer. Det finns inga delavrinningsområden uppströms utan avrinningsområdet är högsta punkten. Fläskabäcken som avvattnar avrinningsområdet har biflödesordning 3, vilket innebär att vattnet flödar genom totalt 3 vattendrag innan det når havet efter 167 kilometer. Delavrinningsområdet består mestadels av skog (76 procent). Avrinningsområdet har 0,36 kvadratkilometer vattenytor vilket ger det en sjöprocent på 2,1 procent.